# Blackbird (char à voile)
Pour les articles homonymes, voir Blackbird.

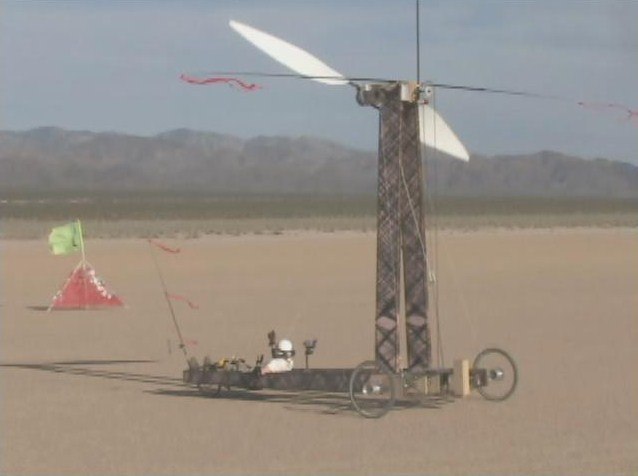
Blackbird

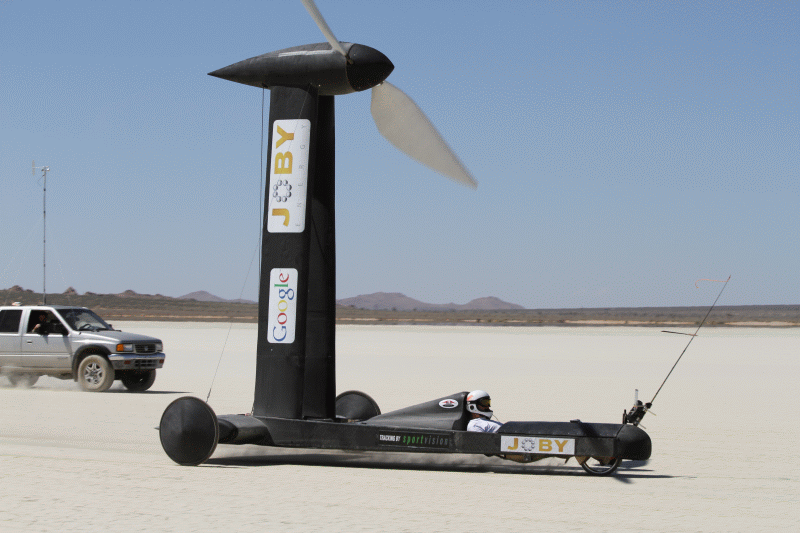
Un Blackbird de dernière génération

Blackbird est le nom donné aux véhicules expérimentaux de Rick Cavallaro et John Borton. Ils ont été conçus pour prouver qu'un voilier, ou autre véhicule propulsé par le vent (vent arrière), peut aller plus vite que le vent.  Ces véhicules, aussi appelé DDWFTTW en anglais, sont des sortes de chars à voile.
En juillet 2010, lors d'un test supervisé et reconnu par la North American Land Sailing Association, Cavallaro a atteint une vitesse de 27,7 mph (44,6 km/h) en roulant directement sous le vent dans des vents de 10 mph (16 km/h) : presque trois fois la vitesse de le vent. 
En 2012, Blackbird a également démontré qu'il roulait directement face au vent avec deux fois la vitesse du vent.

## Précurseur
Le premier engin de cette sorte fut créé en 1910 en France par un dénommé Constantin. L’Office des inventions en a archivé a posteriori une description sommaire.

## Principe
L’énergie du vent arrive sur une voilure tournante, qui retransmet son énergie aux roues pour un char à voile, à l'hélice pour un bateau. Le résultat est que le mobile peut se déplacer plus vite que le vent au vent arrière. 
Ce résultat est contre intuitif. Les voiliers classiques en vent arrière ont des voiles qui fonctionnent en mode décroché turbulent. Avec ce principe de fonctionnement des voiles, plus le mobile se rapproche de la vitesse du vent plus la force propulsive diminue. Le vent apparent devient nul lorsque le mobile se déplace à la vitesse du vent. Par contre avec un fonctionnement en mode laminaire des voiles (ou profil), il est possible d'aller plus vite que le vent (exemple hydroptère). L'astuce consiste donc à faire travailler un profil en mode laminaire, pour cela il est utilisé une voilure tournante qui tourne autour d'un axe perpendiculaire au vent. Du fait du mouvement de rotation du profil, le vent apparent sur les profils n'est pas le même que le vent apparent du mobile. Le vent apparent sur le profil n'est donc plus limité par la vitesse réelle du mobile vent arrière. L’énergie de rotation de la voilure tournante est transmise aux roues ou à une hélice. 
Un char à voile a des frottements et une traînée plus faible qu'un voilier. En effet, la carène rencontre une très forte résistance lorsque la carène du navire arrive à une vitesse proche du nombre de Froude. Compte tenu des développements actuels, l’énergie récupérée par la voilure tournante permet à un char à voile d’accélérer jusqu’à une vitesse plus élevée que le vent réel, mais ce n'est pas encore le cas pour un voilier.